# Egesina pascoei
Egesina pascoei là một loài bọ cánh cứng trong họ Cerambycidae.